# Paradis Paris
Pour les articles homonymes, voir Paradis (homonymie) et Paris (homonymie).
Pour plus de détails, voir Fiche technique et Distribution.
Paradis Paris est un film français réalisé par Marjane Satrapi et sorti en 2024. Il s'agit d'un film choral se déroulant à Paris et mettant en scène divers personnages liés à la mort.

## Synopsis
Paris. Plusieurs personnes liées d'une manière ou d'une autre à la mort vont se croiser. Ancienne cantatrice à succès, Giovanna Bianchi est déclarée morte par les médias alors qu'elle est toujours bien vivante. Elle va s'apercevoir que peu de personnes vont lui rendre hommage. De son côté, l'Anglais Mike défie la mort tous les jours pour son métier de cascadeur. Dolorès, grand-mère d'une adolescente, va quant à elle passer un « pacte » avec Dieu. Marie-Cerise, une adolescente suicidaire se fait kidnapper et va se confier à son ravisseur alors qu'elle n'arrivait pas à le faire avec son psy. Présentateur d'une célèbre émission télévisée criminelle, Édouard Emmard se questionne lui aussi sur sa mort.

## Fiche technique
Sauf indication contraire, les informations mentionnées dans cette section peuvent être confirmées par les bases de données cinématographiques IMDb et Allociné,  présentes dans la section « Liens externes ».
- Titre original : Paradis Paris
- Réalisation : Marjane Satrapi
- Scénario : Marjane Satrapi et Marie Madinier
- Musique : Pascal Lengagne
- Décors : Florian Sanson
- Costumes : Pascaline Chavanne
- Photographie : Maxime Alexandre
- Montage : N/A
- Producteur : Isaac Sharry

Producteurs exécutifs : François-Xavier Decraene, Mattias Ripa et Amélie Melkonian
- Sociétés de production : Vito Films, Marjane Satrapi Films, Studiocanal et Dauphin Studios
- Société de distribution : Studiocanal (France)
- Budget : N/A
- Pays de production :  France
- Langue originale : français
- Format : couleur
- Genre : comédie dramatique, comédie noire
- Date de sortie[1] :
  - France : 12 juin 2024

## Distribution
- Monica Bellucci : Giovanna Bianchi
- Ben Aldridge : Mike
- Rossy de Palma : Dolorès
- Martina García : Gloria
- Eduardo Noriega : Rafael Turina
- André Dussollier : Édouard Emmard
- Alex Lutz : Xavier
- Roschdy Zem : Jean Paul
- Roméo Grialou : Aidan Webster
- Charlotte Dauphin : Christine
- Shane Woodward : Tom Hall
- Grace Hancock : Clara
- Charline Emane : Marie-Cerise
- Julien Bleitrach : Guillaume
- Gwendal Marimoutou : Badou
- Stéphane de Oliveira : Premier Assistant
- Thomas Bernier : le ravisseur

## Production
Le tournage débute en octobre 2023 et se déroule à Paris,